# Сивертсен, Джоуни
Джо́уни Си́вертсен (фар. Djóni Sivertsen; род. 20 июня 2008 года в Торсхавне, Фарерские острова) — фарерский футболист, полузащитник клуба «Б36».

## Клубная карьера
Джоуни воспитывался в системе клуба «Б36». 29 июня 2024 года он дебютировал во взрослом футболе за второй состав «чёрно—белых», выйдя на поле с первых минут в игре первого дивизиона Фарерских островов против «Сувуроем». 21 сентября состоялся дебют Джоуни в фарерской премьер-лиге: на 83-й минуте встречи с «07 Вестур» полузащитник заменил Антона Сёйберга.

## Международная карьера
Джоуни представляет Фарерские острова на юношеском уровне. В 2022 году он сыграл 4 матча за юношескую сборную Фарерских островов до 15 лет. В 2023 году он провёл 2 игры в составе сборной до 16 лет. С 2024 года игрок является членом юношеской сборной до 17 лет, за которую принял участие в 3 встречах.